# نووی بچی
نووی بچی (به صربی: Novi Bečej) یک شهرستان در صربستان است که در ناحیه بانات مرکزی واقع شده‌است. نووی بچی ۱۳٬۱۳۳ نفر جمعیت دارد و ۷۶ متر بالاتر از سطح دریا واقع شده‌است.

## خواهرخوانده
شهرهای مزوتور، شتوروو، باتایسک و Knjaževac خواهرخوانده‌های نووی بچی هستند.